# أكسل بيب
أكسل بيب (بالألمانية: Axel Pape) (و. 1956  م) هو ممثل مسرحي، وممثل أفلام، وكاتب سيناريو ألماني، ولد في دوسلدورف.

## وصلات خارجية
- أكسل بيب على موقع IMDb (الإنجليزية)
- أكسل بيب على موقع ألو سيني (الفرنسية)
- أكسل بيب على موقع قاعدة بيانات الفيلم (الإنجليزية)
- أكسل بيب على موقع كينوبويسك (الروسية)

- أكسل بيب في قاعدة بيانات الأفلام على الإنترنت